# تی‌آروی تیلر (۸۰۳)
تی‌آروی تیلر (۸۰۳) (به انگلیسی: TRV Tailor (803)) یک کشتی است که طول آن ۲۶٫۹۶ متر (۸۸٫۵ فوت) می‌باشد.